# Seyrighoplites leucopus
Seyrighoplites leucopus är en stekelart som beskrevs av Heinrich 1968. Seyrighoplites leucopus ingår i släktet Seyrighoplites och familjen brokparasitsteklar. Inga underarter finns listade i Catalogue of Life.